# بتاگی سینهاخالی
بتاگی سینهاخالی (به لاتین: Betagi Sinhakhali) یک روستا در بنگلادش است که در استان باریسال و در ناحیه پیروج‌پور واقع شده است.